# Мюррей, Уильям, маркиз Таллибардин
 Уильям Мюррей, маркиз Таллибардин (англ. William Murray, Marquess of Tullibardine; 14 апреля 1689 — 9 июля 1746) — шотландский дворянин и якобит, принимавший участие в восстаниях 1715, 1719 и 1745 годов. С 1709 по 1715 год он был известен как  маркиз Таллибардин.
В 1715 году из-за его участия в якобитском восстании Уильям Мюррей был лишен права наследования отцовских титулов и владений, которые унаследовал в 1724 году его младший брат Джеймс Мюррей, 2-й герцог Атолл (1690—1764). Уильям Мюррей, бывший маркиз Таллибардин, получил титул герцога Ранноха (якобитское пэрство). После 1715 года он провел большую часть своей жизни в изгнании, вернувшись в Шотландию только для того, чтобы принять участие в восстаниях 1719 и 1745 годов. В последнем случае он был одним из Семи человек Мойдарта, сопровождавших принца Чарльза в Шотландию в июле 1745 года; захваченный в плен после битвы при Каллодене в апреле 1746 года, он умер в Лондонском Тауэре 9 июля неженатым и бездетным.

## Семья
Уильям Мюррей родился 14 апреля 1689 года в замке Хантингтауэр близ Перта, второй сын Джона Мюррея, 1-го герцога Атолла (1660—1724), и его первой жены Кэтрин Гамильтон (1662—1707). Когда его старший брат Джон Мюррей был убит при Мальплаке в августе 1709 года, он стал новым маркизом Таллибардином и наследником герцогства, но лишился прав на наследство из-за своего участия в восстании 1715 года. Его младший брат Джеймс Мюррей стал 2-м герцогом Атоллом в 1724 году.

## Карьера

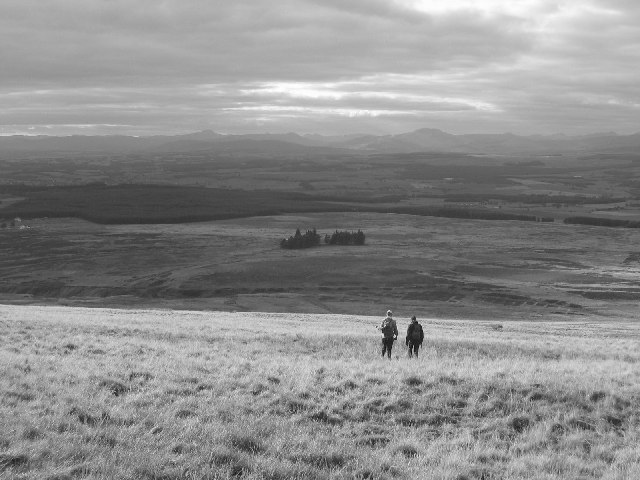
Поле битвы при Шерифмуре; якобиты, находившиеся под командованием маркиза Таллибардина, расположились на равнине внизу

После недолгого пребывания в Сент-Эндрюсском университете Уильям Мюррей поступил на службу в Королевский военно-морской флот в 1707 году, очевидно, против воли герцога Атолла. Он служил под началом адмирала Джорджа Бинга во время Войны за испанское наследство, но после призывов своего отца он вернулся в 1712 году и переехал жить в Лондон. В том же году герцог Атолл безуспешно пытался устроить его брак с Элизабет, дочерью лидера тори Роберта Харли. Вскоре он влез в долги, что было повторяющейся проблемой на протяжении всей его жизни, и к 1714 году регулярно получал платежи от двора Стюартов в Сен-Жермене.
Королева Великобритании Анна Стюарт умерла в августе 1714 года, и ей наследовал ганноверский король Георг I, а виги заменили предыдущее правительство тори. Из лидеров тори Роберт Харли был заключен в Тауэр, а граф Болингброк присоединился к Джеймсу Фрэнсису Эдуарду во Франции. Лишенный своих должностей, в сентябре 1715 года граф Мар поднял восстание в Бремаре в Шотландии без предварительного одобрения Якова.
Выбор сторон был в такой же степени обусловлен политической борьбой между вигами и тори, как и преданностью стюартам или ганноверцам. Герцог Атолл выступал против Актов унии 1707 года, но к 1715 году он был сторонником ганноверской унии и запретил своим сыновьям участвовать в Восстании, угрожая лишить их наследства, если они сделают это.
Несмотря на это, маркиз Таллибардин и его братья Чарльз (1691—1720) и Джордж (1694—1760) присоединились к армии якобитов. Атолл обвинил в их дезертирстве леди Нэрн (1673—1747), убежденную якобитку, вышедшую замуж за своего двоюродного брата лорда Уильяма Мюррея (1664—1726), чей муж и сыновья принимали участие в восстаниях 1715 и 1745 годов. Однако другие его сыновья сражались за центральное правительство в 1715 году, и, как и многие другие, герцог Атолл имел историю балансирования обеих сторон, проведя восстание 1689 года в Англии. Во время восстания замок Блэр Был занят «якобитским» гарнизоном под командованием Патрика Стюарта, доверенного слуги семьи, и осажден его старшим сыном Джоном, который был осторожен, чтобы не повредить его родовой дом.
Лорд Чарльз Мюррей был взят в плен в битве при Престоне, за несколько дней до битвы при Шерифмуре 13 ноября, где маркиз Таллибардин командовал левым флангом. На правом фланге якобиты разгромили своих противников, но их преследование обнажило их собственный центр и левое крыло, которые теперь бежали в свою очередь. Хотя Шерифмур был неубедительным стратегическим поражением якобитов, и без внешней поддержки Якобитское восстание потерпело крах. Лорда Чарльза, который служил в 5-м драгунском полку, судили как дезертира и приговорили к расстрелу. Чарльз Мюррей был помилован, но два его брата изгнаны. Уильям Мюррей, маркиз Таллибардин, был осужден и казнен. Джеймс Мюррей (1690—1764) заменил его в качестве наследника .

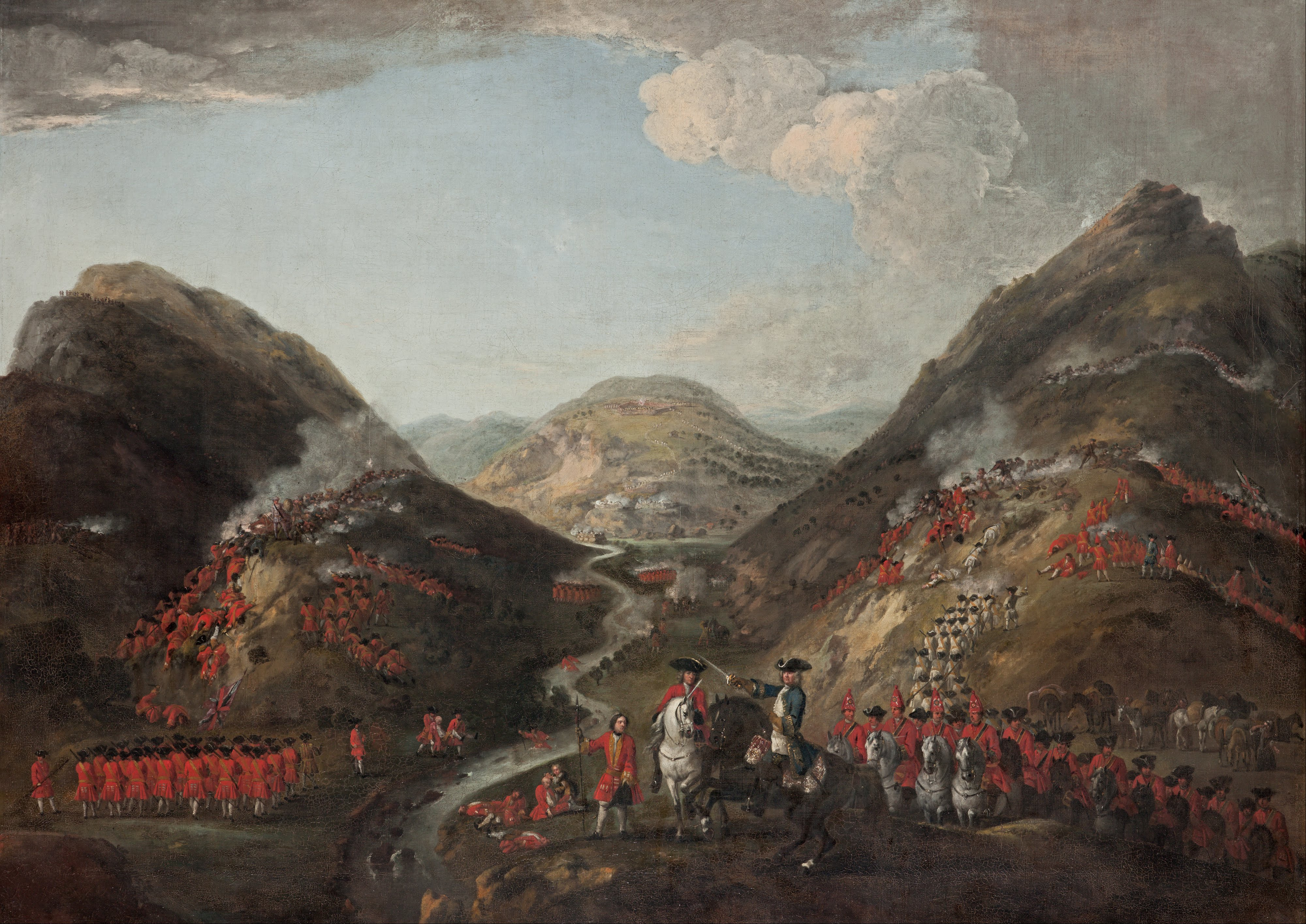
Битва при Гленшиле, июнь 1719 года, где маркиз Таллибардин потерпел поражение, но смог спастись бегством

Семья Мюрреев участвовала в попытках заручиться поддержкой еще одного вторжения из Швеции, которая спорила с Ганновером из-за Померании из-за Померании и являлась примером сложности, вызванной тем, что ее правитель также был британским монархом. В 1719 году было запланировано второе якобитское восстание в Шотландии. Его основным компонентом был испанский десант в Юго-Западной Англии, с вспомогательным подразделением, поднявшимся в Шотландии, чтобы захватить Инвернесс и позволить шведскому военно-морскому экспедиционному корпусу высадиться .
Маркиз Таллибардин и лорд Джордж прибыли в Сторновей в апреле 1719 года, где они встретились с другими изгнанниками, включая 300 испанских морских пехотинцев под командованием Джорджа Кейта. По разным причинам в восстание приняли участие только шотландцы, и восстание прекратилось после поражения в битве при Гленшиле 10 июня. Маркиз Таллибардин был ранен, как и лорд Джордж Мюррей, и, несмотря на большие награды, предложенные за их поимку, оба снова сбежали .

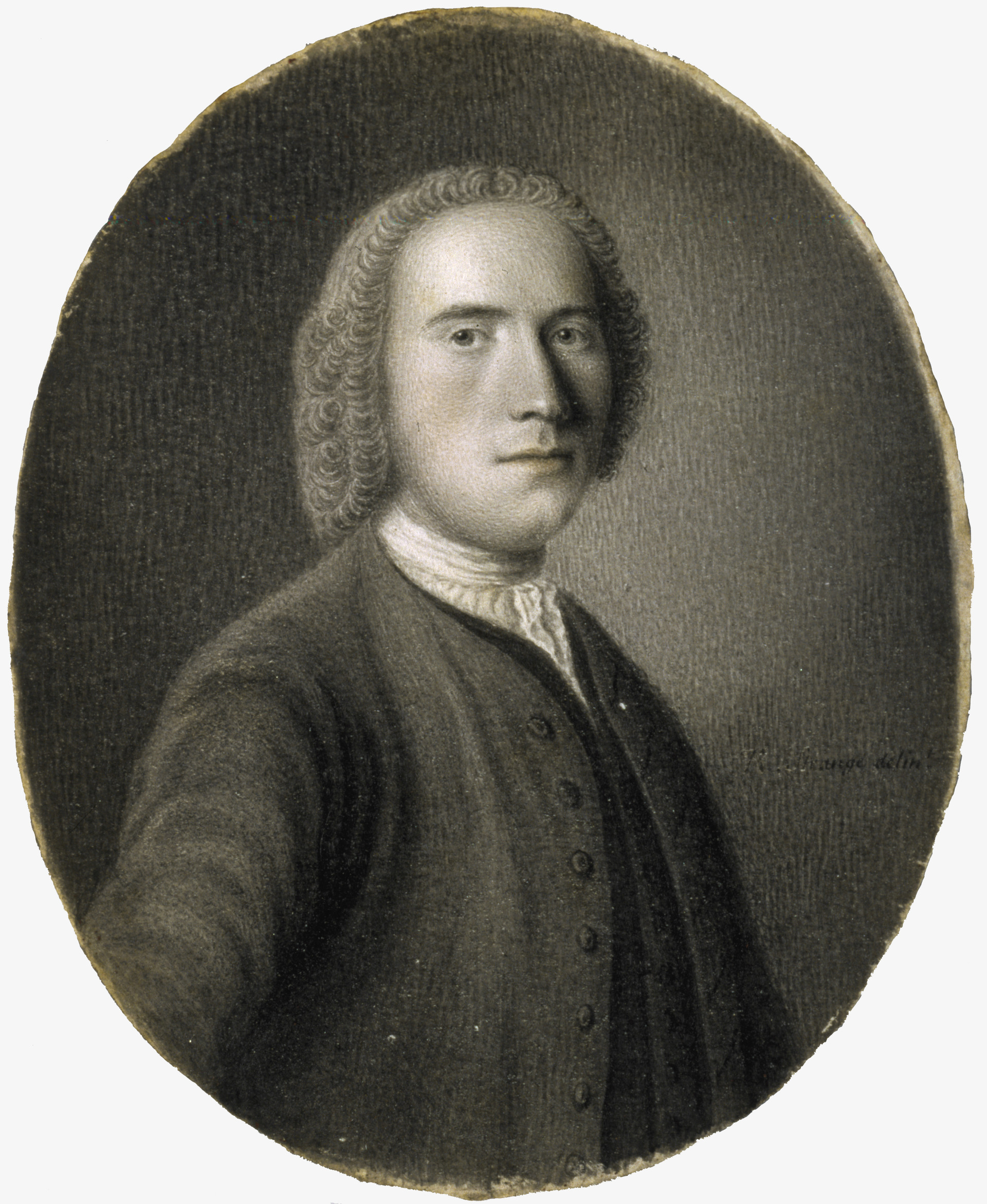
Лорд Джордж Мюррей (1694—1760); младший брати соратник маркиза Таллибардина в якобитских восстаниях

Характер неудачи восстания привел Таллибардина к выводу, что восстановление династии Стюартов безнадежно, если оно не будет поддержано высадкой в Англии, а также в Шотландии. Высокопоставленным якобитским лидерам, таким как Болингброк и граф Сифорт, разрешили вернуться домой, а Джордж Кейт и его брат Джеймс Мюррей стали прусскими офицерами .
Когда их отец Джон Мюррей, 1-й герцог Атолл, скончался в 1724 году, Джеймс Мюррей стал 2-м герцогом Атолла. В 1717 году маркиз Таллибардин был назначен  герцогом Раннохом в пэрстве якобитов и теперь также упоминается как герцог Атолл, хотя сам он не использовал этот титул. Лорд Джордж Мюррей принял королевское помилование и вернулся домой в 1725 году, а его брат остался в Париже. Подробностей немного, но в длинном и часто бессвязном письме Джеймсу Стюарту от марта 1723 года маркиз Таллибардин объявил о своем уходе в частную жизнь на том основании, что он «не годится … для того, чтобы вмешиваться в глубокие заботы государства».
Есть признаки того, что он страдал как физическим, так и психическим заболеванием и постоянно нуждался в деньгах, несмотря на финансовую поддержку со стороны его семьи в Шотландии. В меморандуме 1731 года говорилось, что Таллибардин продал свою лошадь, поскольку он не мог купить для нее корм, что у него было только «горское платье и халат из обычной хлопчатобумажной ткани», и что его дом «имел вид ретрита». для грабителей, а не для великого и могущественного дворянина".
В 1733 году маркиз Таллибардин был арестован за неуплату винного счета в 3000 ливров. Заключенный в тюрьму за долги в 1736 году, он был освобожден в 1737 году и отправлен жить к Джеймсу Данну (1700—1758), эмигранту-ирландскому католику, служившему священником в деревне Боин, недалеко от Шартра .
Во время восстания 1745 года маркиз Таллибардин был одним из семи мужчин Моидарта, сопровождавших принца Чарльза Стюарта в Шотландию. Он страдал от подагры, и современники отмечали, что он казался ближе к 70 годам, чем к его истинным 58 годам, «перестал быть шотландцем …» и «… едва ли мог писать на своем родном языке». Несмотря на это, он был представляли ценность для якобитов из-за большого рекрутингового потенциала имений герцогства Атолл, и воспитание людей было его главной заботой на протяжении большей части восстания. Он все еще мог пользоваться уважением арендаторов герцога Атолла, принося больше для Чарльза, чем его младший брат Джеймс Мюррей сделал для правительства, и его присутствие, возможно, было фактором, который неожиданно присоединил лорда Джорджа к якобитской армии в Перте 3 сентября. Вернувшись в замок Блэр впервые за 30 лет, он был назначен командующим якобитскими войсками к северу от Форт-Форта и 30 октября прибыл в Эдинбург с примерно 600 новобранцами, которые были сформированы в полк герцога Атолла, позже расширенный в трех-батальонную «бригаду Атолла» .
Таллибардин сопровождал экспедицию в Англию и последующее отступление из Дерби. После победы при Фолкерке в январе 1746 года он вернулся в Пертшир, чтобы собрать больше людей. На способность якобитов выставлять армию повлиял традиционный способ ведения войны горцев, который заключался в возвращении домой зимой. Бригада Атолла страдала от особенно высоких показателей дезертирства; «Ради Бога, приведите примеры», — убеждал лорд Джордж маркиза Таллибардина 27 января, — «или мы будем уничтожены». Сообщалось, что Таллибардин и его агенты использовали угрозы насилия и, в частности, уничтожения имущества как для обеспечения вербовки, так и для предотвращения дезертирства.
Таллибардин присоединился к принцу Чарльзу в Каллоден-хаусе 19 февраля, а вскоре после этого замок Блэр был занят правительственными войсками под командованием сэра Эндрю Эгнью. В сопровождении слуги маркизу Таллибардину удалось бежать после поражения при Каллодене в апреле 1746 года, но его немощи и возраст означали, что он едва мог сидеть на лошади. 27 апреля они достигли монастыря Росс в Дамбартоншире, но Таллибардин был слишком болен, чтобы идти дальше, и был захвачен правительственными войсками.
После содержания в Дамбартонском замке маркиз Таллибардин был впоследствии отправлен в Лейт и 13 мая был погружен на корабль HMS Eltham; поскольку судно продолжало двигаться на север, чтобы забрать других заключенных, он не прибыл в Лондонский Тауэр до конца июня. Его здоровье еще больше ухудшилось; он умер там 9 июля перед судом и был похоронен в церкви Святого Петра ад Винкула, пристроенной к Башне.

## Наследие
Автор Эми Ярецки утверждает, что персонаж Эйдена в ее романе «Хайленд Коммандер» «основан на Уильяме Мюррее, маркизе Таллибардине». В декабре 2018 года винокурня Таллибардин назвала один из своих односолодовых виски «The Murray» в его честь.